# 林菜乃子
林 菜乃子（はやし なのこ、1997年5月17日 - ）は、神奈川県出身の日本の女子プロゴルファーである。所属はユピテル。

## 経歴
クラーク記念国際高等学校卒業。
6歳からゴルフを始める。
アマチュア時代の主な成績として「ゴルフダイジェストジャパンジュニアカップ」（15～17歳の部女子）を2014年、2015年連覇等。
2016年、日本女子プロゴルフ協会（LPGA）ファイナルクォリファイングトーナメント（QT）に進出し51位。
2017年からユピテル所属、TPD単年登録者（呼称は当時）としてLPGAツアーに参戦（後述のプロテスト合格までの間）。同年5月、LPGAプロテスト第2次予選に進出もA地区初日の第1ラウンド終了後、体調不良により棄権している。
同年7月より芹澤信雄に師事、これは自身が所属するユピテルとアドバイザリー契約を結ぶ芹沢に対し関係者を通じて指導を依頼した事による。最終的にステップ・アップ・ツアー2試合、LPGAツアー18試合に出場、年間獲得賞金ランキング（賞金ランク）166位。同年サードQTのA地区で66位に終わり、翌シーズンは主にステップ・アップ・ツアーに参戦することになった。
2018年7月LPGA最終プロテストに進出し14位タイで合格、LPGA90期生となる。同年10月ステップ・アップ・ツアー「京都レディースオープン」において下部ツアーながらプロ初優勝。同年はステップ・アップ・ツアー15試合、LPGAツアー3試合に出場、賞金ランク141位。ファイナルQT44位。

## テレビ出演
- ゴルフサバイバル（BS日テレ、2019年6月）
- 女子ゴルフペアマッチ選手権・シーズン2（BS朝日、2020年6月29日、8月24日、9月21日、10月5日=西山ゆかりとのペアで優勝）
- Good Luck!（とちぎテレビ、2021年3月5日 - 2021年4月30日）